# Themeliotis notocrossa
Themeliotis notocrossa är en fjärilsart som beskrevs av Edward Meyrick 1917. Themeliotis notocrossa ingår i släktet Themeliotis och familjen säckspinnare. Inga underarter finns listade i Catalogue of Life.